# Ioan Dimulescu
Ioan Dimulescu (n. 1893 – d. 1953) a fost un general român de artilerie, care a îndeplinit funcții de comandă în cel de-al Doilea Război Mondial.
Generalul de brigadă Ioan Dimulescu a fost trecut în cadrul disponibil la 9 august 1946, în baza legii nr. 433 din 1946, și apoi, din oficiu, în poziția de rezervă la 9 august 1947.
Funcții de comandă:
- Divizia 6 Infanterie